# Întâlnire de gradul al treilea
O întâlnire de gradul al treilea reprezintă o presupusă întâlnire cu un OZN, care, pe lângă faptul că se găsește la o distanță mai mică de 150 metri și lasă urme (pe sol, pe plante, asupra oamenilor, în aparatura electronică), apar și ocupanții obiectelor zburătoare neidentificate, fie că sunt de natură biologică, artificială sau indefinibilă.